# Wolfgang Riedel (Geograph)
Wolfgang Michael Riedel (* 5. Mai 1942 in Braunschweig) ist ein deutscher Geograph, Geomorphologe und Hochschullehrer.

## Leben
Riedel studierte an der Universität Hamburg, der TU Braunschweig und der Universität in Madrid Geographie, Bodenkunde und Archäologie und war später wissenschaftlicher Assistent an der früheren Pädagogischen Hochschule in Flensburg und Dozent an der Akademie Sankelmark. Außerdem war er Kreisnaturschutzbeauftragter des Kreises Schleswig-Flensburg und Landesnaturschutzbeauftragter in Schleswig-Holstein sowie Leiter der Zentralstelle für Landeskunde in Schleswig-Holstein in Eckernförde.
1994 erhielt er den Ruf auf die C4-Professur für Landschaftsplanung und Landschaftsgestaltung an der Universität Rostock, die er bis zu seiner Emeritierung 2007 bekleidete. Von 2002 bis 2006 war er Dekan seiner Fakultät. 2011 vertrat er die Lehre in der Physischen Geographie an der Universität Flensburg.
1994 wurde Riedel mit dem Bundesverdienstkreuz am Bande ausgezeichnet. 
Riedel gilt bundesweit und international als einer der Vorreiter des Naturschutzgedankens und des Prinzips der Biotopvernetzung. Er forscht in Spanien, Portugal, Norddeutschland und Ostasien zu geomorphologischen Themen, zur Landschaftsplanung und Landschaftsentwicklung und ist Autor eines Standardwerks zur Landschaftsplanung.
Von 1979 bis 2023 war Riedel Schriftleiter der Zeitschrift Natur- und Landeskunde: Zeitschrift für Schleswig-Holstein, Hamburg und Mecklenburg.
Wolfgang Riedel lebt in Flensburg, ist verheiratet und hat drei Kinder.